# Bewertung von Betriebsvermögen für Zwecke der Erbschaftsteuer
Die Bewertung von Betriebsvermögen für Zwecke der Erbschaftsteuer wurde zum 1. Januar 2009 grundlegend reformiert und ist in den §§ 157 bis 203 des Bewertungsgesetzes geregelt. Grundsätzlich wird der Wert des Betriebsvermögens im vereinfachten Ertragswertfahren ermittelt. Zusätzlich ist der Substanzwert als Mindestwert zu berechnen. Der ermittelte Wert unterliegt noch diversen Freibeträgen. Die Bewertungsmethode soll nach dem gesetzgeberischen Willen einen möglichst genauen Verkehrswert des Betriebes ergeben und dabei aufwendige Einzelfallgutachten vermeiden.

## Möglichkeiten der Betriebsvermögensbewertung
Jedes Unternehmen bildet für sich eine sogenannte wirtschaftliche Einheit. Das heißt, dass das Unternehmen im Ganzen bewertet wird, statt für jedes Anlagegut einzeln einen Wert zu berechnen. Zum Betriebsvermögen gehört alles, was auch einkommensteuerlich dem Vermögen zugeordnet ist. In § 96 BewG ist explizit festgelegt, dass freiberufliche Unternehmen (Steuerberater, Ärzte etc.) genauso wie gewerbliche Unternehmen bewertet werden. Grundsätzlich ist das Betriebsvermögen mit dem gemeinen Wert anzusetzen (§ 109) BewG. Der § 109 BewG verweist auf § 11 Abs. 2 BewG, sodass dieselben Grundsätze wie bei Anteilen an Kapitalgesellschaften gelten. § 11 BewG nennt folgende Bewertungsmöglichkeiten:
- Ableitung des Werts aus Verkäufen unter fremden Dritten, die weniger als ein Jahr zurück liegen.
- Eine andere Methode, die für nichtsteuerliche Zwecke angewandt wird, und die ein Erwerber der Bemessung des Kaufpreises zugrunde legen würde - also ein Gutachten oder ähnliches. Das Finanzamt ist an das vom Steuerpflichtigen erstellte Gutachten aber nicht gebunden.
- Berechnung des Werts nach den §§ 199 – 203 BewG (Vereinfachtes Ertragswertverfahren)
- Substanzwert als Mindestwert

## Feststellung des Betriebsvermögenswerts
Der Erbe des Betriebs muss die Formulare "Anlage Betriebsvermögen", "Anlage Vereinfachtes Ertragswertverfahren" und "Anlage Substanzwertermittlung" ausfüllen. Das Finanzamt, in dessen Bezirk sich die Geschäftsleitung des Unternehmens befindet, legt daraufhin den Betriebsvermögenswert fest und erlässt einen Bescheid über die gesonderte Feststellung, der daraufhin als Grundlage für die Erbschaftsteuer- oder Schenkungsteuerberechnung dient.

## Kritik
Mit Urteil vom 17. Dezember 2014 hat das Bundesverfassungsgericht (BVerfG) die Verfassungswidrigkeit der erbschaftsteuerlichen Überprivilegierung von Unternehmensvermögen festgestellt. Die Verfassungswidrigkeit erstreckt sich jedoch nicht auf die Bewertungsebene, sondern lediglich auf die in einem zweiten Schritt anwendbaren Freibeträge ("Verschonungsabschläge").
Sieben Jahre später kritisierte der Vorstand des Vereins Bürgerbewegung Finanzwende und ehemalige Bundestagsabgeordnete Gerhard Schick, dass die Erbschaftssteuer weiterhin verfassungswidrig sei. Nach dem Urteil des BVerfG von 2014 sei zwar eine Obergrenze von 90 Millionen Euro für die steuerliche Begünstigung eingeführt worden, aber es gebe „wieder mehrere Ausnahmen und Erleichterungen, inklusive einer kompletten Ausnahme dieser Obergrenze unter bestimmten Umständen“. So werde ein Erbe von 300 Wohnungen durch die Finanzämter pauschal als Betriebsvermögen klassifiziert, wodurch dies als "Wohnungsunternehmen" gelte und keine Steuern fällig würden, und diese Praxis habe das Bundesfinanzministerium bestätigt, indem es die Finanzämter per Nichtanwendungserlass anwies, die Rechtsprechung zu ignorieren. Dass weiterhin keine verfassungskonforme Lösung geworden sei, führte Schick auf „massiven Lobbyeinfluss“ zurück.